# Joey Travolta
Joseph (Joey) Travolta, född 14 oktober 1950 i Englewood, New Jersey, är en amerikansk skådespelare, sångare, producent och regissör. Han är bror till John Travolta.
Travolta växte upp i Englewood, New Jersey. Han tog examen i specialpedagogik vid Patterson State College. 1978 inledde han en karriär som artist för skivbolaget Casablanca Records och året därpå filmdebuterade han i filmen Sunnyside. Han har sedan medverkat i ett flertal lågbudgetfilmer, såsom Hollywood Vice Squad (1986), Beach Babes from Beyond (1993) och To the Limit (1995), men även större produktioner som Oscar (1991) och Snuten i Hollywood III (1994). Han har även producerat och regisserat drygt dussintalet filmer. Bland hans filmer som regissör kan nämnas Detour (1998), med Jeff Fahey, James Russo, Michael Madsen och Gary Busey. Han har även regisserat TV-produktioner och musikvideor. 
Travolta har arbetat med personer med autism och producerat dokumentärfilmen Normal People Scare Me.
Han är sedan 1980 gift med Wendy Shawn, med vilken han har dottern Rachel.

## Diskografi
Studioalbum
- 1978 – Joey Travolta
- 1979 – I Can't Forget You
- 1984 – Hold On

Singlar
- 1978 – "If This Is Love" / "This Time You're Really Mine"
- 1978 – "I Don't Wanna Go" / "Where Do We Go From Here"
- 1979 – "I Can't Forget You"